# Sandsjön (Gillberga socken, Värmland)
Sandsjön är en sjö i Säffle kommun i Värmland och ingår i Göta älvs huvudavrinningsområde. Sjön är 4,9 meter djup, har en yta på 1,16 kvadratkilometer och befinner sig 86 meter över havet. Sjön avvattnas av vattendraget Sandån. Vid provfiske har bland annat abborre, björkna, braxen och gers fångats i sjön.

## Delavrinningsområde
Sandsjön ingår i det delavrinningsområde (658508-133279) som SMHI kallar för Utloppet av Sandsjön. Medelhöjden är 115 meter över havet och ytan är 32,96 kvadratkilometer. Det finns inga avrinningsområden uppströms utan avrinningsområdet är högsta punkten. Sandån som avvattnar avrinningsområdet har biflödesordning 3, vilket innebär att vattnet flödar genom totalt 3 vattendrag innan det når havet efter 233 kilometer. Avrinningsområdet består mestadels av skog (75 procent). Avrinningsområdet har 2,15 kvadratkilometer vattenytor vilket ger det en sjöprocent på 6,5 procent.

## Fisk
Vid provfiske har följande fisk fångats i sjön:
- Abborre
- Björkna
- Braxen
- Gärs
- Gädda
- Gös
- Löja
- Mört